# Opération Lava Jato

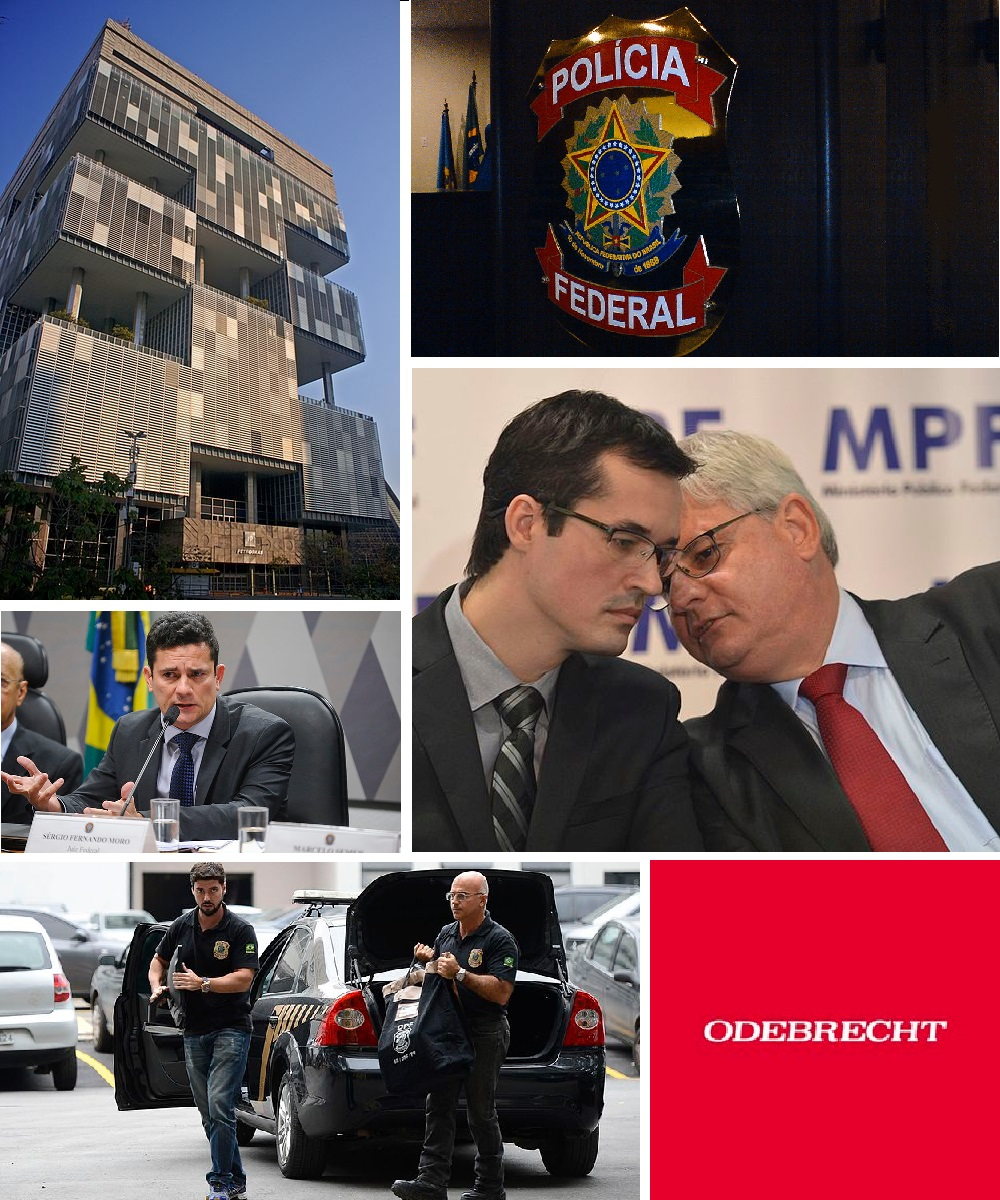

Pour les articles homonymes, voir Lava et Jato.
L'opération Lava Jato (ou scandale Petrobras) est une enquête de la police fédérale du Brésil qui a commencé en mars 2014, concernant une affaire de corruption et de blanchiment d'argent impliquant notamment la société pétrolière publique Petrobras,. Elle est dirigée par le juge Sérgio Moro puis par Gabriela Hardt. L'enquête couvre aussi l'affaire Odebrecht. Elle s'avèrera être un scandale judiciaire.

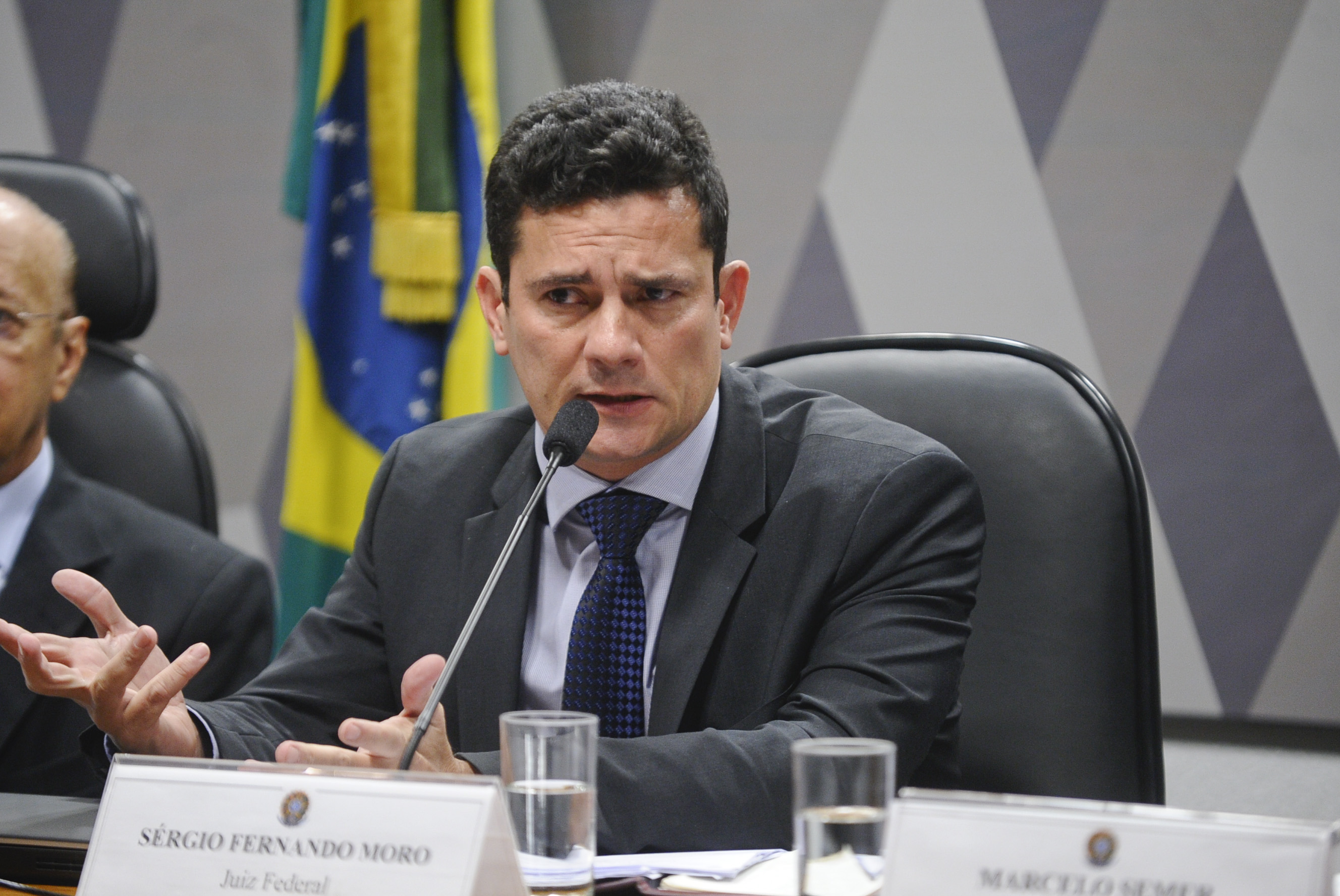
Sérgio Moro, le juge à l'origine de la révélation de l'affaire.

Les faits reprochés, compris dans un système dit de Petrolão, incluent des commissions pour des personnalités politiques de toutes affiliations en échange de leur implication dans des contrats publics surfacturés. L'affaire concernerait un volume de près de 3,5 milliards de dollars. Scandale de corruption d'ampleur inédite, le petrolão a, dans ses premières phases, mené à l'emprisonnement des directeurs des entreprises OAS, IESA Óleo e Gás, Camargo Corrêa Construções, UTC et Construtora Queiroz e Galvão ainsi qu'un des ex-directeurs de Petrobras, Paulo Roberto Costa.
Les partis les plus concernés sont le parti Progressistas (droite), le parti Mouvement démocratique brésilien (centre) et le Parti des travailleurs (gauche).
L’enquête, discréditée, prend officiellement fin en février 2021. D'après Le Monde, celle-ci « est devenue le plus grand scandale judiciaire de l’histoire du pays », des enquêtes publiées par plusieurs médias ayant « levé le voile sur les messages compromettants échangés entre les procureurs et le juge Moro, jeté une lumière crue sur les liens entretenus, parfois en dehors de tout cadre légal, par les enquêteurs brésiliens avec des agents du ministère de la justice (DoJ) des États-Unis, ou encore souligné le biais politique de certains membres du "Lava Jato", obsédés à l’idée de faire barrage au Parti des travailleurs (PT). »

## Chronologie

### Au Brésil
Fin 2014, début 2015, les actions de la société pétrolière s'écroulent, suite de la révélation d'un scandale impliquant de nombreuses personnalités politiques.
Fin février, la société de notations financières Moody's place la dette de Petrobras, en « catégorie spéculative ».
En mars 2016, l'un des procureurs du Lava Jato s'inquiète de tentatives d'interférences du gouvernement de Michel Temer dans son groupe de travail, mais reconnait à Dilma Rousseff de ne pas avoir tenté de contrôler les investigations. Cette dernière est néanmoins accusée de corruption, après de grandes manifestations dans le pays.
Le 22 septembre 2016 Guido Mantega, ancien ministre de Lula et de Dilma Rousseff, est arrêté.
Le 24 septembre 2016, dans le cadre du scandale, une enquête préliminaire est ouverte à l'encontre du nouveau président du Brésil Michel Temer.
En novembre 2016, l'ancien sénateur Delcídio do Amaral du Parti des travailleurs, arrêté en novembre 2015 pour tentative d'obstruction de la justice et accusé d'avoir touché 10 millions de dollars de pots-de-vin par Alstom et qui a conclu un accord de collaboration avec la justice, remet un document de 254 pages qui accuse plusieurs personnalités de gauche comme de droite (Lula, Dilma Rousseff, Michel Temer ou encore Aécio Neves) d'avoir eu connaissance du système de financement illégal des partis politiques, en lien avec le scandale Petrobras.
Le 19 janvier 2017, le juge de la Cour suprême Teori Zavascki, chargé d’instruire pour les personnalités politiques en poste l’enquête dite « Lava Jato » meurt dans un accident d'avion.
Le 17 mai 2017, le journal brésilien O Globo accuse, enregistrement à l'appui, Michel Temer d'avoir ordonné le versement de pots-de-vin pour acheter le silence d’Eduardo Cunha, ancien président de la Chambre des députés, ce qui entraine des manifestations demandant sa destitution. Le 18 mai, la Cour suprême ouvre une enquête pour obstruction à la justice et pour corruption passive. Le 20 mai, il demande sans succès la suspension de l'enquête le visant. Alors que Temer avait plusieurs fois refusé de quitter le pouvoir et que des motions de destitution avaient été émises par l'opposition, le ministre de la Culture et celui de la Ville démissionnent,. Le 25 mai, en réaction à une manifestation ayant rassemblé entre 25 000 et 100 000 personnes, Temer déploya l'armée puis la retira à la suite de critiques. Le 31 mai, la Cour suprême autorise son interrogatoire par écrit. En juin, le député Rodrigo Rocha Loures du MDB, décrit comme étant un proche conseiller du président, est arrêté à la suite de la divulgation d'une vidéo le montrant prendre une valise de billets, apparemment liés à des pots-de-vin. Le 10 juin, Temer refuse de répondre à ces questions et dénonce une « comédie » et « inquisition arrogante », après avoir été selon lui, malmené moralement par les policiers. Le 11 juin 2017, la revue Veja révèle dans son numéro du jour que les renseignements Abin auraient espionné Edson Fachin, rapporteur de l'affaire et qui avait ouvert une enquête à l'encontre du président de la République, à la demande de Temer, ce que l'intéressé dément.
Le 10 mai 2017, l'ancien président Lula est entendu par le juge Sérgio Moro.
L'ex-gouverneur de l'État de Rio de Janeiro Sérgio Cabral Filho, du parti de centre-droit PMDB, est condamné à 14 ans de prison en juin 2017 à la suite de l'une des plus retentissantes affaires de corruption. Le réseau de corruption qu'il dirigeait prévoyait le détournement « d'un pourcentage sur tous les travaux publics » effectués dans l'État de Rio, et dix de ses collaborateurs ont aussi été condamnés. En mars, une partie de cet argent rapatrié de comptes à l'étranger avait permis de payer près de 150.000 retraités de la fonction publique.
Le 15 juin 2017, le Folha de S.Paulo révèle qu'il aurait fait rénover avec des pots-de-vin la maison de sa fille, par l'intermédiaire d'un ex-colonel présenté comme son « homme de paille » pour la réception des pots-de-vin de la multinationale JBS. Le patron de cette dernière, Joesley Mendonça Batista l'accuse d'être à la tête de la « plus dangereuse organisation criminelle du pays ».
Le 19 juin 2017, on apprend que le juge, membre de la Cour suprême et du Tribunal électoral, serait l'actionnaire d'un groupe ayant touché des pots-de-vin de JBS.
Le 26 juin, la justice accuse formellement Temer de ce chef d'accusation. Il qualifie alors les accusations dont il fait l'objet de « fiction » et dénonce l'absence de « preuves concrète », ajoutant qu'il « s'agit d'une attaque injurieuse et infamante à ma dignité personnelle ».
Le 5 juillet 2017, Geddel Vieira Lima, ancien secrétaire général du gouvernement, est arrêté pour obstruction à la justice.
Le 10 juillet 2017, le rapporteur parlementaire préconise la mise en accusation de Temer.
Le 12 juillet 2017, l'ancien président Luiz Inácio Lula da Silva est condamné à neuf ans de prison pour corruption.
Le 19 juillet 2017, la justice gèle ses avoirs et saisit ses trois appartements, ses deux voitures et un terrain lui appartenant.
Le 5 septembre 2017, la police perquisitionne l'appartement de Geddel Vieira Lima et y trouve 8 valises et 4 caisses d'argent liquide, pour un total de 51 millions de reals : la plus grande saisie d'argent liquide de l'histoire du Brésil.
En mars 2018, une enquête porte sur la corruption lors de l'attribution du marché de l'usine hydroélectrique de Belo Monte, visant entre autres Antônio Delfim Netto.
Le 5 avril 2018, Lula fait l'objet d'un mandat d'arrêt. Il se retranche, avant de se constituer prisonnier à la police de Curitiba le 7 avril. Il ne sera incarcéré finalement que 600 jours.
Le 30 avril 2018, une nouvelle affaire implique Lula et Gleisi Hoffmann pour des faits de corruption par Odebrecht.
Le 21 mars 2019, l'ancien président Michel Temer est arrêté, de même que le colonel Lima. Le 25 mars, il est libéré en vertu de l'habeas corpus.
En juin 2019, le journal d'investigation The Intercept dévoile des enregistrements montrant que les enquêteurs chargés de l'enquête et Sérgio Moro ont comploté entre eux pour empêcher Luiz Inácio Lula da Silva de se présenter à l'élection présidentielle de 2018,.
Le jugement sur Aldemir Bendine est annulé par le Tribunal suprême fédéral en août 2019.
La méthode du juge Moro consiste notamment à recourir à des peines d’emprisonnement préventif, de façon à favoriser la délation et les fuites dans la presse, afin de susciter l'indignation de l’opinion publique et mettre sous pression suspects et institutions. Cette méthode a aussi été critiquée en raison du peu de considération qu'elle accorde à la présomption d’innocence. En outre, le juge Moro a enfreint trois normes encadrant les écoutes téléphoniques et rendu publique la conversation entre Lula et la présidente Dilma Rousseff. Il se défend en invoquant l’« intérêt général » et ne subit aucune sanction.
Les États-Unis ont influencé l’enquête par le biais de leur ambassade à Brasília, qui interférait dans le processus judiciaire, et en exerçant des pressions sur des responsables d'entreprises en menaçant de les isoler du système financier international. Les géants brésiliens de la construction comme Odebrecht, OAS ou Camargo Corrêa étaient perçus comme des concurrents pour les intérêts économiques américains et comme des instruments de l'influence géopolitique du Brésil en Amérique latine et en Afrique.
La partialité du juge Moro est reconnue par la Cour suprême du Brésil en 2021.

### Volet vénézuélien
Le 7 avril 2017, Henrique Capriles Radonski est jugé coupable d'« irrégularités administratives », durant sa gestion de l'État de Miranda entre 2011 et 2013, par le Tribunal suprême de justice. Il est condamné à quinze ans d'inéligibilité. Selon le Wall Street journal, Henrique Capriles Radonski aurait touché trois millions de dollars d'Odebrecht, ce qu'il nie.
Selon l'ancienne procureure générale du Venezuela, Luisa Ortega Díaz, des accusations de corruption dans le dossier « Lava Jato » concernent le président Nicolas Maduro, qui aurait reçu 35 millions de dollars d’Odebrecht.

### Volet péruvien
Au Pérou, l'affaire touche plusieurs fonctionnaires, dont plusieurs ex-présidents. Le 14 juillet 2017, l'ancien mandataire Ollanta Humala et sa femme, Nadine Hereida, sont mis en détention provisoire. Les ex-présidents Alejandro Toledo et Alan García, ainsi que la candidate à la présidence en 2011 et 2016, Keiko Fujimori, sont aussi visés par l'enquête.
En 2018, l'ex-président Pedro Pablo Kuczynski (PPK) est accusé d'avoir reçu près de 5 millions de dollars d'Odebrecht. Confronté à la destitution, le Parlement péruvien accepte sa démission le 23 mars 2018.
En 2019, Ollanta Humala et Nadine Hereida sont condamnés à plus de vingt ans chacun pour blanchissement.
En octobre 2024, Un tribunal péruvien condamne l'ancien président Alejandro Toledo, à 20 ans et six mois de prison, pour avoir reçu des pots-de-vin.